# Mesnil-Sellières

Mesnil-Sellières este o comună în departamentul Aube din nord-estul Franței. În 1 ianuarie 2022 avea o populație de 574 de locuitori.